# Плюснина, Полина Викторовна
Поли́на Ви́кторовна Плюснина́ (род. 22 июня 1999, Добрянка, Пермская область) — российская биатлонистка, чемпионка России. Мастер спорта России (2019).

## Биография
Родилась в городе Добрянка Пермской области. 
Сначала занималась лыжными гонками, выступала на первенстве России, а в 2016 году перешла в биатлон. После окончания 9 классов местной школы №2 поступила в Добрянский техникум. Выпускница Чайковской академии физической культуры и спорта и Мордовского педагогического университета им. М.Е.Евсевьева.
На внутрироссийских соревнованиях выступает за Ямал и Мордовию. Тренируется под руководством своего отца, Виктора Анатольевича, а также Елены Владимировны Сапожниковой.

### Спортивная карьера
Неоднократно становилась победителем и призёром всероссийских соревнований по биатлону среди юниорок.
Была в составе сборной России на чемпионате мира по летнему биатлону 2021 года в чешском Нове-Место-на-Мораве. Выступила в одной гонке, став 7-й в юниорском суперспринте.
В первом своём взрослом сезоне 2021/22 Полина выиграла две серебряные и две бронзовые медали на этапах Кубка России. Впоследствии вошла в состав сборной России на мартовские этапы Кубка IBU, но в связи с отстранением команды из-за боевых действий в Украине выступить не смогла.
По ходу Кубка России 2024/25 одержала первую личную победу в карьере, выиграв золото спринта на этапе в Рязани, и ещё дважды поднималась на вторую ступень пьедестала. В декабре на Кубке Содружества финишировала третьей в спринте на этапе в Чайковском. 26 марта 2025 года впервые выиграла золото чемпионата России, став первой в спринтерской гонке в Ханты-Мансийске, а на следующий день стала третьей в гонке преследования. Также на счету Полины бронза первенства страны в смешанной эстафете в составе команды Ямала.